# The Fates of the Apostles
The Fates of the Apostles is een kort religieus gedicht in het Oudengels van de Angelsaksische dichter Cynewulf. Het is geschreven in de destijds gebruikelijke allitererende verzen. Het manuscript is bewaard gebleven in het uit de 10e eeuw daterende Vercelli Book.
Het gedicht beschrijft in 122 regels de daden van de twaalf apostelen en hun dood.